# Zsigmond Forgách

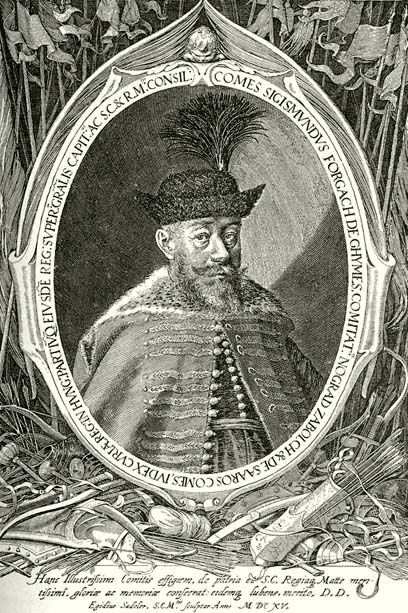
Zsigmond Forgách

Zsigmond Forgách (ur. w 1560  – zm. 30 czerwca 1621 w Trnawie) – możnowładca węgierski, baron, palatyn Węgier w latach 1617–1621.
Był trzykrotnie żonaty. Poślubił kolejno: Annę Losonczy (zm. 22 lutego 1595); w Gács 19 kwietnia 1598 Zsuzsannę Thurzó de Bethlanfalva (zm. 1608); w 1609 Katalinę Pálffy de Erdőd (zm. 1639).